# Mathilde Hellwig

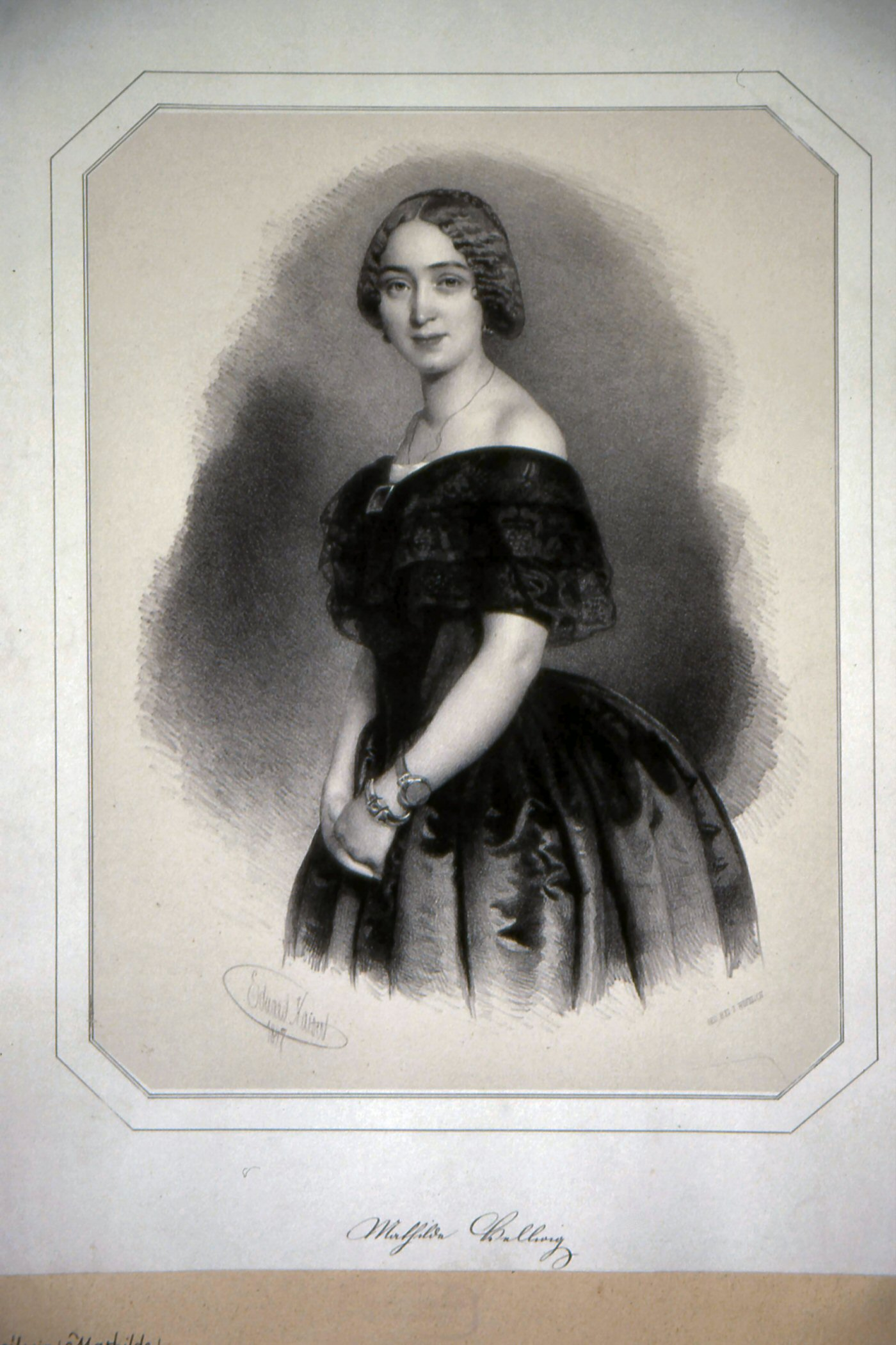
Mathilde Hellwig, Lithographie von Eduard Kaiser, 1847

Mathilde Hellwig (* 19. September 1825 in Wien; † 15. November 1892 ebenda) war eine österreichische Opernsängerin und Mitglied der Wiener Hofoper.

## Leben
Mathilde Swatosch, verheiratete Mathilde von Vivenot, war die Tochter eines Musiklehrers. Schon mit sieben Jahren hatte sie im Konservatorium einen großen Preis errungen. Von 1841 bis 1844 und wieder von 1845 bis 1849 war sie mit dem Künstlernamen „Mathilde Hellwig“ als Sopranistin am k. k. Theater am Kärntnertor in Wien angestellt. Eine ihrer Glanzrollen war Halévys Oper Der Blitz. Davor war sie am Theater an der Wien tätig gewesen.
Am 6. Februar 1850 heiratete sie den bekannten Chirurgen Rudolph von Vivenot und gab ihre Karriere auf. Aus dieser Verbindung stammen drei Kinder, u. a. der spätere k. u. k. Feldmarschalleutnant Oscar von Vivenot (1859–1932).